# Samson & Gert Krant
De Samson & Gert Krant was een gratis bijlage bij Het Laatste Nieuws en De Nieuwe Gazet. De eerste editie verscheen op 2 maart 1996, de laatste op 22 april 2000. Elke zaterdag werd er een geleverd bij de bovengenoemde kranten (of het nu 16 of 12 pagina's had). Er zijn 216 exemplaren verschenen.

## Inhoud van een krant
- Een brief geschreven door Samson (met behulp van Gert tijdens het schrijven)
- Tekeningen, moppen, gedichten en brieven ingestuurd door de lezers
- Wist je datjes
- Fotostrips (uit de samsonsoaps)
- Knutselen
- Reportages
- Spelletjes
- Het dagboek van Samson (met behulp van Gert tijdens het schrijven)
- Korte (getekende) voorleesverhaaltjes (uit de Samson & Gert-voorleesboekjes)
- Uurtjes zoet
- Koken
- De rubriek 'Mijn hond en ik' waarbij lezers een foto konden opsturen met zichzelf en hun hond erop, voorzien van een anekdote en waarin die hondensoort beschreven werd (later vervangen door 'Mijn huisdier en ik' in het algemeen)
- Vervolgstripverhalen (uit de Samson & Gert stripalbums)
- Het Samson & Gert (ant)woordenboek: elke week werd er een letter genomen en besprak men allerlei woorden beginnend met die letter die op de een of andere manier met Samson & Gert te maken hebben.

## Fotostrips
Elke week kon men een fotostrip vinden in het krantje op 4 bladzijdes. Deze kwamen uit de samsonsoaps van 1992 tot 1999.

## Opvolger
Op 22 april 2000 verscheen de laatste Samson & Gert-krant. De opvolger was de Plopsakrant: een samensmelting van de Samson & Gert Krant en de Plopkrant van Kabouter Plop. Ook Wizzy & Woppy en Big & Betsy kwamen voortaan in deze nieuwe krant. De Plopsakrant bestaat inmiddels ook al niet meer en werd in september 2003 vervangen door de Disneykrant, dat op zijn beurt ook al opgehouden is met bestaan. Toen was er ook de Studio 100 Krant